# بستو
به ظرف‌های شیشه‌ای یا سفالی یا سنگی دهان‌گشاد و معمولاً استوانه‌ای و بدون گردن، بَستو، بستک یا بانکه گفت می‌شود. از بستوها برای بسته‌بندی انواع و اقسام مواد غذایی، مواد آرایشی و بهداشتی، داروها و مواد شیمیایی استفاده می‌کنند. از بستوها بیشتر برای مواد گران‌رو و چسبناک بهره می‌برند.
اگر جنس بستو از شیشه باشد معمولاً به خود ظرف نیز «شیشه» گفته می‌شود مانند «شیشه مربا» و یک «شیشه ترشی». به بستوهای سفالین کوزه گفته می‌شود. بستوهای سفالین بزرگ نیز خُمره نام دارند. سبو نیز کوزهٔ دسته‌داری است که در آن آب یا شراب بریزند.